# False Creek

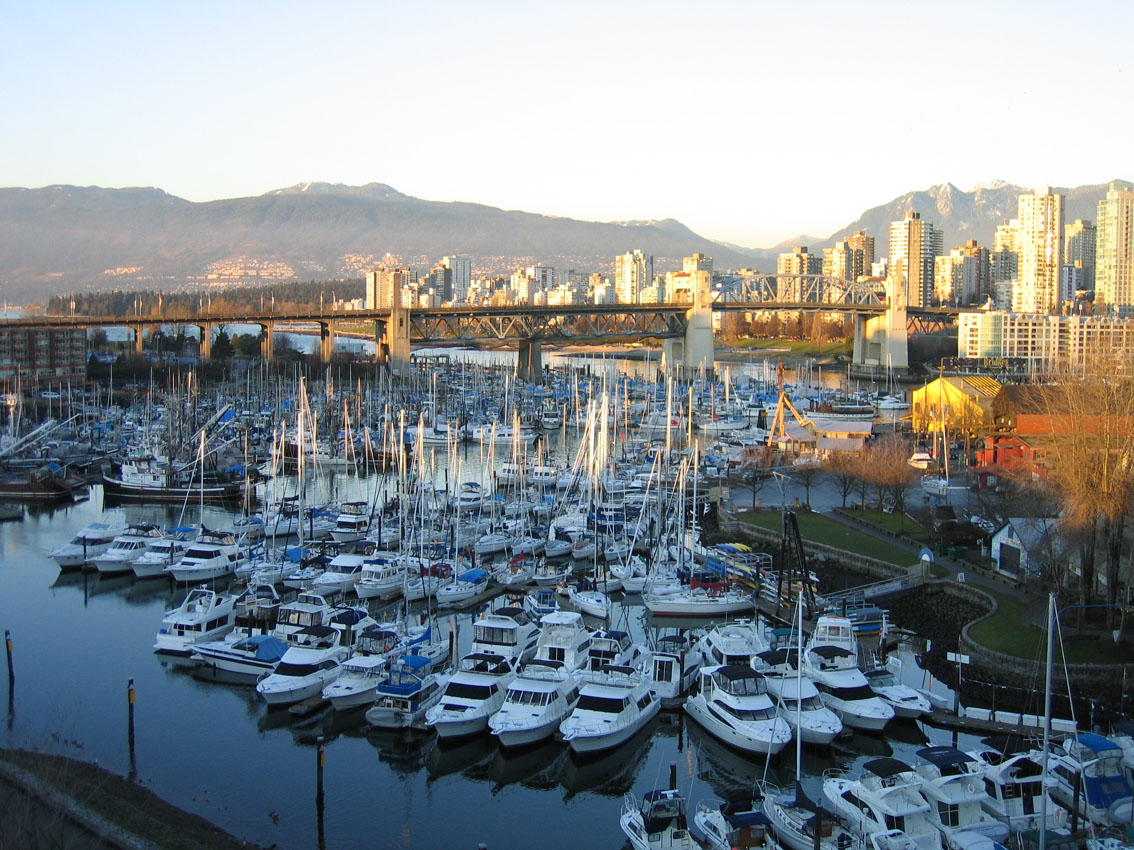
Záliv False Creek

False Creek je krátký záliv ve středu Vancouveru. Odděluje centrum – downtown od zbytku města. Na jeho východním konci leží Science World a nad jeho západním koncem se klene most Burrard Bridge. Nad zálivem False Creek se klenou ještě dva další mosty, Granville Bridge a Cambie Bridge.
Záliv pojmenoval George Henry Richards během svého hydrografického průzkumu v oblasti v letech 1856 až 1863.

## Dějiny
Během první světové války byla východní část False Creeku vyplněna navážkou a americká železniční společnost Great Northern Railway a Kanadská pacifická železnice zde vybudovaly novou železniční trať, své stanice a terminál. Až do 50. let 20. století se objevovaly návrhy na vysušení celého zálivu až k ulici Granville Street, nikdy však nebyly realizovány.
Oblast False Creek byla až do poloviny 20. století průmyslovým srdcem Vancouveru. Bylo zde mnoho pil a menších přístavišť a také železniční stanice Pacific Central Station, která byla konečnou stanicí hlavních kanadských železnic na západě. Poté, co se průmysl přesunul do jiných oblastí, začaly oblasti v okolí False Creeku upadat. Oblast prošla v 70. letech velkou revitalizací, přičemž změny se nejdříve projevily na ostrově Granville. Na jižním břehu zálivu vyrostly nové domy s družstevními byty.
False Creek prošel další proměnou v 80. letech, kdy se stal hlavním střediskem Světové výstavy Expo 86. Na severním břehu vyrostly nové výškové obytné budovy pro lidi s vyššími příjmy, čímž se počet obyvatel na poloostrově v downtownu zvýšil o dalších 50 000.

## Sport
V blízkosti zálivu False Creek se nachází několik velkých sportovních center a stadiónů. Patří mezi ně hokejový stadion Rogers Arena, domovský stánek Vancouver Canucks a BC Place, kde hraje fotbalový tým BC Lions. V minulosti se v okolí zálivu konaly i automobilové závody Molson Indy, ale po sezóně 2004 se přesunuly do Edmontonu.